# Atractus paravertebralis
Atractus paravertebralis е вид змия от семейство Смокообразни (Colubridae).

## Разпространение
Видът е разпространен в Перу.